# José Luis Lobato
Pour les articles homonymes, voir Lobato.
José Luis Lobato Campos, né le 5 octobre 1938 à Orizaba et mort le 17 octobre 2014 à Xalapa, est un homme politique mexicain, membre du parti Convergencia, puis du Movimiento ciudadano, qui lui a succédé.

## Biographie
Diplômé en droit er en comptabilité, il occupe plusieurs postes dans le privé et le public, notamment directeur général de l'Institut des retraites de Veracruz (1980-1985) et Secrétaire à l'Éducation et la Culture de l'État de Veracruz (1988-1992).

### Responsabilités politiques
De 1965 à 1992, il est membre actif du Partido Revolucionario Institucional (PRI).
Secrétaire des Finances du parti Convergencia sous la direction de Dante Delgado Rannauro, il est élu député au Congrès de Veracruz en 2000 et occupe ce siège jusqu'en 2004. En 2006, il entre au Sénat (représentation proportionnelle), comme représentant de l'État de Veracruz, et siège jusqu'en 2010.

### Mort
Il est assassiné, ainsi que son épouse, Olga Yolanda Burguetti, le 17 octobre 2014, par son fils José Luis Lobato Calderón, dans les locaux du funérarium Bosques del Recuerdo, dont il est propriétaire. Le double assassinat pourrait avoir comme origine une fraude commise par le meurtrier dans l'administration de l'entreprise familiale.

### Famille
Outre son fils José Luis Lobato Calderón, José Luis Lobato est aussi le père de Cinthya Lobato, député de l'État de Veracruz pour Convergencia et candidate aux élections municipales de Xalapa en 2007.